# Tnine Aday
Tnine Aday (en àrab اثنين أداي, Iṯnīn Adāy; en amazic ⵜⵏⵉⵏ ⵓ ⵡⴰⴷⴰⵢ) és una comuna rural de la província de Tiznit, a la regió de Souss-Massa, al Marroc. Segons el cens de 2014 tenia una població total de 1.903 persones.